# Збройні угруповання проросійських сил на Донбасі (2014)
Збройні угруповання проросійських сил на Донбасі, відомі також як Збройні сили Новоросії, або Армія Новоросії — сукупність різноманітних незаконних збройних формувань, що стали бойовим крилом проросійського руху у війні на сході України в 2014 році.
Ядро збройних угруповань становили офіцери російських спецслужб, російські ветерани локальних війн, а особовий склад був з числа місцевих колаборантів, російських найманців і добровольців, а також незначної кількості іноземців з інших держав. Після періоду активних боїв літа 2014 року і втручання регулярної армії РФ, за осінь 2014—зиму 2015 розрізнені угруповання були переформовані у регулярну військову структуру зусиллями російських кураторів.

## Історія
За словами Олександра Турчинова, вже найперші формування сепаратистів, що у квітні 2014 року захопили адміністративні будівлі на Донбасі, були несамостійними у прийнятті рішень і виконували накази кураторів із Росії.
Проросійські збройні формування, що діяли на території українського Донбасу, російські пропагандистські ресурси почали називати армією Новоросії з червня 2014 року.
30 червня 2014 року головнокомандувач ОЗС НАТО в Європі Філіп Брідлав визнав, що Росія не лише фінансово і матеріально підтримує сепаратистів, але й використовує проти України вбивць-найманців у той час, коли регулярні російські збройні сили полегшують рух бойовиків, обладнання та фінансів через кордон України:

| Російські іррегулярні сили дуже активні у східній Україні. Підтримувані Росією сили активні в східній Україні. І російське фінансування дуже активне на сході України |
| — Філіп Брідлав, головнокомандувач ОЗС НАТО в Європі, 30 червня 2014                                                                                                  |

4 липня 2014 року Голова СБУ Валентин Наливайченко заявив:
|  | Планування, фінансування та реалізація Росією військової агресії на території Луганської та Донецької областей організовується, спрямовується, здійснюється силами, насамперед, Федеральної служби безпеки Російської Федерації, Головного розвідувального управління Збройних Сил Російської Федерації, найманців усіляких видів і сортів з усієї Росії, і в тому числі найманців і з України. При цьому використовуються ті джерела і канали фінансування, які застосовуються злочинними організаціями для закупівлі зброї, з якої розстрілюється мирне населення України |

4 липня 2014 року СБУ встановила причетність співробітника ГРУ Генштабу ЗС РФ, росіянина Травкіна Валерія Юрійовича, до постачання зброї з Росії для бандформувань та найманців на сході України. Разом зі своїм поплічником на прізвисько «Грек» він організовував постачання з Ростовської області Росії важкого озброєння для терористів і диверсантів РФ, мав досвід бойових дій у Чечні, тому готував бойовиків для поповнення терористичних організацій у Луганській області. Він також був одним з організаторів координаційного засідання ватажків «ДНР» та «ЛНР», яке проходило 24 червня у Ростові-на-Дону за участі керівництва спецслужб та урядовців РФ.
16 липня 2014 року кореспондент The New York Times Сабріна Тавернайз після візиту до України повідомила, що за словами одного з ополченців кістяк ополчення в Луганську утворюють 50 найманців з Росії, яким платять за військові дії проти українського уряду.
23 липня 2014 року СБУ перехопила по відкритому каналу зв'язку розмову лідера сепаратистів Ігоря Стрєлкова, на яких він координував артилерійські обстріли російськими військовими позицій формувань ЗСУ на території України.
Колишній лідер бойовиків Слов'янська Ігор Стрєлков у своїх інтерв'ю визнав одержання допомоги сепаратистам від Росії та участь російських військових на Донбасі, називаючи їх «відпускниками». Пізніше він закликав Росію визнати, що вона воює в Україні. Інший ватажок бойовиків — Захарченко — визнав, що на його стороні воюють тисячі росіян. Повідомлення про надсилання російських найманців та військовослужбовців в Україну з'явились у російських ЗМІ.

### Юридичний статус
16 вересня 2014 року ватажками ДНР було проголошено об'єднання проросійських воєнізованих структур, що діяли на території Донецької та Луганської областей України — Народного ополчення Донбасу та Армії південного сходу, — у «Об'єднані Збройні сили Новоросії». Проте вже починаючи з кінця вересня 2014 року, у зв'язку з імплементацією Україною Мінських угод і прийняття Верховною Радою закону про загони народної міліції для охорони громадського порядку, верхівка проросійських формувань ДНР і ЛНР перейменовує свої збройні структури у «Народну міліцію». Арсен Аваков у відповідь зробив заяву, що міліцейське утворення визнаватиметься українською владою лише за умов створення і діяльності у відповідності до законів України. Про намір російської влади легалізувати формування бойовиків як народну міліцію повідомляли як українські експерти, так і функціонери невизнаних державних утворень.

### Реорганізація
У листопаді 2014 року Дмитро Тимчук повідомив, що силові відомства РФ організаційно і матеріально-технічно забезпечують процес централізації розрізнених формувань бойовиків.
За словами Ярослава Тинченка, під кінець 2014 року загострилась боротьба між ватажками збройних формувань у процесі побудови кадрового кістяка офіцерського складу в структурі збройних сил Новоросії. Так, в результаті цієї боротьби російськими спецслужбами з ПВК «Вагнер» 1 січня 2015 року був ліквідований ватажок угруповання ГШР «Бетмен» Олександр Бєднов.

## Склад та чисельність
Станом на липень 2014 року, один з ватажків проросійських сил, Павло Губарєв, повідомив що армія ЛНР та ДНР налічує 20 тис. чоловік.
За даними української розвідки, перед закиданням в Україну диверсантів готують на військовій базі під Ростовом-на-Дону, Росія.
Командувач загону самооборони Слов'янська та міністр оборони ДНР Ігор Стрєлков у своєму першому інтерв'ю заявив, що його загін формувався і прийшов у Слов'янськ із території, контрольованої Росією.
16 червня було оприлюднено зізнання Миколи Крилова, колишнього курсанта Краснодарського вищого військового авіаційного училища, який воював на боці «ДНР» за 1 тисячу доларів США на день.

## Тактика
У травні 2014 року російський журналіст Павло Фельгенгауер, аналізуючи бої у Слов'янську і Краматорську, сказав, що проросійські формування діють тихо, нишком, завдаючи удару після якого одразу починають відхід. За його висновком, вони не можуть вести позиційні дії, бо розуміють, що їх так просто переб'ють.

## Структура
- Батальйон «Восток» — одне з найбільших боєздатних угруповань бойовиків. До його складу входять вихідці з Кавказу, переважно з Чечні та Осетії, інших регіонів Російської Федерації, багато вихідців з Криму, колишніх співробітників сецпідрозділів Беркут та Альфа. На озброєнні бойовиків загону найновіші зразки стрілецької, протиповітряної, протитанкової зброї. Один з лідерів — колишній керівник донецького відділення спецпідрозділу Альфа Олександр Ходаковський.[37] Угруповання діє переважно на території Донецької області.
- Народне ополчення Донбасу — проросійська воєнізована сепаратистська організація, яка діє на території Донецької області та бере активну участь у проросійських виступах у регіоні. Бійці організації брали участь у захопленні адміністративних будівель у Донецькій області у квітні 2014 року. Складається з угруповань під командуванням польових командирів, що мало координуються, а інколи й ворогують між собою.
- Російська православна армія — про цю групу стало відомо 3 травня 2014 року, коли терористи виклали в Інтернеті відео з захопленим ними заручником.[38] Угруповання діє переважно на території Донецької області. Вважається донецьким осередком харківського Оплоту  [Архівовано 25 квітня 2017 у Wayback Machine.]
- Восьма рота[37] — угруповання діє на території Донецької області.
- Армія Південного Сходу (рос. Армия Юго-Востока також Объединённая Армия Юго-Востока). Формальний лідер — Валерій Болотов, самопроголошений губернатор Луганщини. Діє переважно на території Луганської області.
- Козача національна гвардія (рос. Казачья национальная гвардия) — угруповання що діяло переважно на території південного сходу Луганської області. Лідер — Микола Козіцин.
- Батальйон «Привид»[39]
- Батальйон «Кальміус»[40]
- Батальйон «Легіон святого Іштвана» — перебувало в підпорядкуванні терористичної організації «Донецька народна республіка». Формування складалося із закарпатських сепаратистів, переважно з угорців і «карпато-русинів», прихильників й членів угорської партії Йоббік.[41][42]
- Бойовики Чеченської республіки — Батальйон «Смерть»[43][44]
- Бойовики Республіки Інгушетія[45]
- Бойовики Республіки Північна Осетія-Аланія[46]
- Серби-Четники — Загін «Йован Шевич»[47][48]

### Цивільні волонтери
- Євразійський союз молоді[49]
- Партія «Інша Росія»[50]

## Командування
Так званим Міністром оборони самопроголошеної ДНР з 16 травня по 14 серпня 2014 року був Ігор Гіркін (більше відомий як Ігор Стрєлков). Він є полковником ГРУ Генерального штабу Збройних сил РФ, що підтверджував особисто. В одному з інтерв'ю він заявив, що саме його загін розпочав збройне протистояння на Донбасі, хоча доти і українська армія, і місцеві бойовики уникали активних дій.
Так званим Прем'єр-міністром самопроголошеної ДНР з 16 травня по 7 серпня 2014 року був Олександр Бородай, генерал-майор ФСБ, спеціаліст з провокування міжетнічних конфліктів
Так званим Першим заступником прем'єр-міністра по силовим питанням самопроголошеної ДНР з 10 липня 2014 року є Володимир Антюфеєв — раніше Міністр державної безпеки Придністровської Молдавської Республіки (1992—2012), генерал-лейтенант, професор Академії військових наук Росії.

## Матеріали
- Юрій Бутусов, Перші загони вторгнення в Україну були сформовані ФСБ Росії [Архівовано 29 вересня 2017 у Wayback Machine.] (оригінал [Архівовано 29 вересня 2017 у Wayback Machine.](рос.)) // Новинарня, 2017
- Tsybulenko E., Francis J.A., Почему их нельзя называть «сепаратистами»? [Архівовано 15 січня 2019 у Wayback Machine.](рос.) (Separatists or RussianTroops and Local Collaborators? Russian Aggression in Ukraine: The Problem of Definitions. pp. 123—144) // The Use of Force against Ukraine and International Law. T.M.C. Asser Press/Springer, The Hague (2018) — 14 січня 2019
- Збройна агресія Російської Федерації проти України. Участь Збройних сил Російської Федерації в бойових діях на територіях Донецької та Луганської областей у період із березня 2014 р. до лютого 2015 р. [Архівовано 18 січня 2021 у Wayback Machine.] // ca-scu.org, 2020